# Камден (Алабама)
Камден (енгл. Camden) град је у америчкој савезној држави Алабама. По попису становништва из 2010. у њему је живело 2.020 становника.

## Демографија
Према попису становништва из 2010. у граду је живело 2.020 становника, што је 237 (10,5%) становника мање него 2000. године.
| Група             | 2000.         | 2010.         |
| Белци             | 1.020 (45,2%) | 839 (41,5%)   |
| Афроамериканци    | 1.224 (54,2%) | 1.159 (57,4%) |
| Азијати           | 0 (0,0%)      | 0 (0,0%)      |
| Хиспаноамериканци | 12 (0,5%)     | 14 (0,7%)     |
| Укупно            | 2.257         | 2.020         |